# عبد الرزاق الحسني
عبد الرزاق الحسني (1903- 1997) مؤرخ عراقي.

## الولادة والنشأة
ولد عبد الرزاق الحسني في بغداد عام 1903م من أسرة أدبية، وكان والده يعمل في سوق العطارين. 

## تعليمه
تعلم القراءة والكتابة في جامع الخفافين في بغداد. وعندما نشبت الحرب العالمية الأولى عام 1914 تعثرت الدراسة في معظم المدارس الحكومية والاهلية بسبب التحاق اسأتذتها في الجيش.
تتلمذ على أيدي الأساتذة الحاج كمال (والد الضابط صبيح كمال) وعبد الستار الشيخلي (والد عبد الكريم الشخلي) وعلي مظلوم (والد المهندس مدحت على مظلوم) وأحمد زكي الخياط، وعبد المجيد علاوي، وجعفر حمندي. وتعلم اللغة التركية، والفرنسية، والإنجليزية.

## عمله الصحفي والأدبي
كان الحسني متنقلا بين عمل وآخر في بداية حياته، وسافر إلى النجف عام 1920م، أثناء ثورة العشرين، وتولع بالكتابة والنشر منذ أن كان طالبأ في معهد (دار المعلمين العالية)، كان يقرأ الصحف والمجلات المحلية والعربية. ونشر في جريدة (المفيد) لصاحبها زكي حلمي العمر، وقد ساعده على النشر استاذه عبد اللطيف الفلاحي صاحب مطبعة الفلاح، ثم عمل مراسلآ لجريدة الأهرام المصرية. وعمل في جريدة(المفيد) بصفة مندوب صحفي وكانت جريدة أدبية. أصدر جريدة (الفيحاء) في الحلة، وبعد فترة سحب منه امتيازها وصودرت المطبعة، ولعلاقته مع(جعفر العسكري) أعيدت المطبعة. وطلب من ياسين الهاشمي أن يبحث لهُ عن عمل، فعين معاون محاسب في وزارة المالية.
في عام 1941م حدث اصطدام بين الجيش العراقي والبريطاني في حركة رشيد عالي الكيلاني، وفصل لمدة(5) سنوات من الخدمة. وسجن في معتقل الفاو والعمارة لمدة أربعة سنوات فكتب خلالها كتاب تاريخ العراق السياسي بثلاثة أجزاء، فنال على أثر ذلك جائزة المجمع العلمي العراقي لأحسن كتاب عام 1949م.
عمل في مجلس الوزراء العراقي مع الكثير من الوزراء والمسؤولين وعاملوه جميعاً معاملة حسنة، وهو يعد تلك الفترة من أجمل أيام حياته، وقد ذكر ذلك في مذكراتهِ قائلاً: ((في شباط عام 1949 إستدعاني الباشا نوري سعيد وقال لي: (بلغني أنك تنفق قسماً من راتبك في إفساد ضمائر بعض الموظفين بغية الحصول على بعض الوثائق لكتبك التي تؤلفها، وعليه قررت نقلك إلى ديوان مجلس الوزراء لتبحث عما تريد!! ثم أمر بان توضع تحت تصرفي أوراق القضية الفلسطينية، لكنه أسر إلى رئيس الديوان نوري القاضي أن يمكنني من الإطلاع على ما أريد من الكتب والوثائق، وهكذا منذ شباط عام 1949 عهد إلي تنظيم سجلات خاصة بتاريخ الدولة العراقية على نمط المؤسسة العثمانية (وقعي نويس) وقد قضيت في هذا الديوان 14 سنة استفدت خلالها فوائد تاريخية جليلة وكانت من أسعد أيام حياتي في الوظائف الحكومية فتعاقب على رئاسة الوزراء في بحر هذه السنوات السادة: نوري سعيد، مزاحم الباجه جي، علي جودت الأيوبي، توفيق السويدي، مصطفى العمري، نور الدين محمود، جميل المدفعي، فاضل الجمالي، أرشد العمري، عبد الوهاب مرجان، أحمد مختار بابان، عبد الكريم قاسم، وأحمد حسن البكر. فلم يتدخل أحد منهم في عملي ولم يمسسني سوء من واحد منهم حتى أحلت نفسي على التقاعد في أواخر عام 1964)).
كتب مذكرات طه الهاشمي، وعلي جودت الأيوبي، وتحسين العسكري، وإبراهيم الراوي). 
ولقد نشرت مقالاته في الصحف والمجلات. ومنها (المرشد، والنشيء الجديد) البغدادية. و(الاعتدال، والبيان، والغري) النجفية، و(النجم الموصلية) و(الهدى) العمارية و(الهلال، والمصور، والعصور، ورسالة الإسلام) المصرية و(العرفان، والعروبة، والمكشوف) اللبنانية.
وسافر إلى العديد من دول العالم، وراسل عدد من الأدباء العرب ومنهم: عباس محمود العقاد، وسلامة موسى، ومحمد كرد علي، وشكيب أرسلان، وأحمد زكي، وأمين الريحاني.

## مؤلفاته
- ثورة النجف بعد مقتل حاكمها المارشال كابتن.
- تاريخ العراق السياسي الحديث - ثلاثة أجزاء.
- تاريخ الاحزاب العراقية.
- العراق في ظل المعاهدات.
- أحداث عاصرتها.
- العراق قديماً وحديثا.
- العراق دوري الاحتلال والانتداب.
- الثورة العراقية الكبرى.
- تاريخ الوزارات العراقية في العهد الملكي - عشرة أجزاء.
- تاريخ الصحافة العراقية.
- الأسرار الخفية في حركة سنة 1941 التحررية.
- الصابئون.
- اليزيدون.
- البهائيون.

## شخصيته ومواقفه
كان عبد الرزاق الحسني شخصية وطنية وقومية تعرض خلال حياته إلى السجن والتعذيب بسبب مواقفة الوطنية والقومية، قضى معظم حياته في البحث والتأليف فكتب تاريخ العراق والامة العربية بصدق ومنهجية وعلمية وبأمانة واخلاص لذا تعد كتبه مراجع تاريخية.

## وفاته
توفي في نيسان عام 1997 م.